# Cruella de Vil
Cruella de Vil er en skurk og fiktiv karakter der dukker op i Dodie Smiths bog om 101 Dalmatinere (Hund og Hund i mellem).
Hun er med i Disneys animerede film 101 Dalmatinere og forsættelsen 101 Dalmatinere II - Kvik på eventyr I London, samt tv-serien 101 Dalmatinere og Disneys live-action film 101 Dalmatinere og 102 Dalmatinere, hvor hun bliver spillet af skuespillerinden Glenn Close.
I live-action-filmene kidnapper Cruella 97 og 99 dalmatinerhvalpe for at lave pelse ud af dem. I live-action-version afsløres det, at grunden til at Cruella vælger hvalpenes pels er, at når de korthårede hunde bliver ældre, bliver deres pels meget grove, og kan derfor ikke sælge så godt, som de fine, bløde pelse i modebranchen.
Navet Cruella er en slags hunkønsform af det engelske ord for grusom (cruel), og hvis "de Vil" trækkes sammen til ét ord bliver det på engelsk til djævel (devil).